# Parco nazionale di Jōshin'etsu-kōgen
Il parco nazionale di Jōshin'etsu-kōgen (上信越高原国立公園?, Jōshin'etsu-kōgen Kokuritsu Kōen) è un parco nazionale nella regione di Chūbu, sull'isola principale di Honshū, in Giappone, formato intorno a vari vulcani attivi e quiescenti. Si trova a cavallo delle aree montuose delle prefetture di Gunma, Nagano e Niigata. Il nome si riferisce alle due catene montuose che compongono il parco. Era diviso in due aree separate: l'area di Niigata sud/Nagano nord e l'area di Nagano est.

## Storia
Il parco di Jōshin'etsu-kōgen fu istituito nel 1949 e si espanse significativamente nel 1956 per includere la regione montuosa Myōkō-Togakushi. Quest'ultima fu separata come parco nazionale di Myōkō-Togakushi Renzan il 27 marzo 2015 con 39,772 ha.

## Etimologia
Il nome del parco consiste di due elementi. Il primo, Jōshin'etsu, è un acronimo kanji formato da quattro caratteri che rappresentano gli antichi nomi delle province dell'area: la provincia di Kōzuke (上野国?) nell'odierna prefettura di Gunma, la provincia di Shinano (信濃国?) nell'odierna prefettura di Nagano e la provincia di Echigo (越後国?) nell'attuale prefettura di Niigata. Il secondo elemento, kōgen, significa tavolato o altopiano.

## Area della catena montuosa sudorientale di Mikuni
L'area della catena montuosa sudorientale di Mikuni (三国山脈南西部?, Mikuni Sanmyaku Nanseibu) include il monte Tanigawa (1.963 m) e due vulcani attivi, il monte Kusatsu-Shirane (2.162 m) e il monte Asama (2.542 m). Il monte Asama è il vulcano più attivo su Honshū.

## Attività ricreative

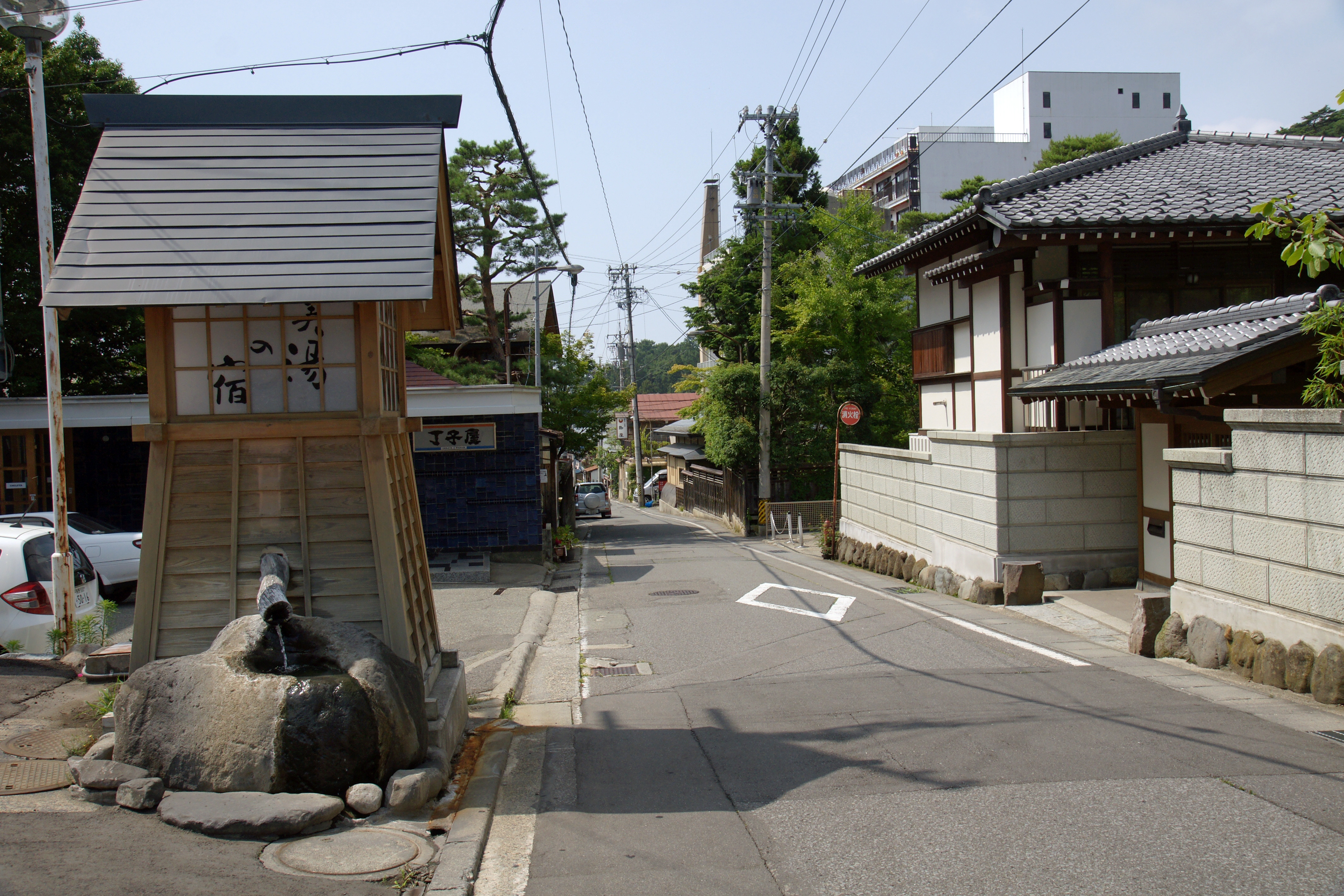
Onsen, Yudanaka, prefettura di Nagano

Il parco nazionale di Jōshin'etsu-kōgen è una popolare destinazione turistica per lo sci, l'alpinismo, l'escursionismo e le stazioni termali degli onsen. L'area orientale contiene le popolari aree sciistiche di 
Sugadaira e Shiga Kōgen. L'autostrada della dorsale Shiga-Kusatsu-Kogen traversa questa sezione del parco, collegando le sorgenti termali di Yamanouchi, compresi gli onsen di Yudanaka a nord, con la città vacanziera di Karuizawa, prefettura di Nagano, a sud.
Karuizawa si può raggiungere da Tokyo attraverso il Nagano Shinkansen della JR East.